# (32706) 2212 T-2
2212 T-2 (asteroide 32706) é um asteroide da cintura principal. Possui uma excentricidade de 0.02363640 e uma inclinação de 1.98564º.
Este asteroide foi descoberto no dia 29 de setembro de 1973 por Cornelis Johannes van Houten e Ingrid van Houten-Groeneveld e Tom Gehrels em Palomar.